# La colonna di fuoco
La colonna di fuoco (A Column of Fire) è un romanzo di Ken Follett, seguito de I pilastri della Terra e Mondo senza fine, pubblicato in Italia il 12 settembre 2017.
È il terzo volume della Serie di Kingsbridge, ovvero i romanzi di Follett ambientati nella città immaginaria di Kingsbridge, in Inghilterra, che ripercorre le vicende storiche inglesi dal XVI al XVII secolo. Il libro, incentrato sui valori della tolleranza religiosa, ha inizio nel Natale del 1558 e attraversa gli anni dei conflitti tra le fazioni religiose cristiane in seguito alla riforma protestante, con particolare attenzione alle ripercussioni sulla monarchia inglese.

## Introduzione dell'editore
Gennaio 1558, Kingsbridge. Quando il giovane Ned Willard fa ritorno a casa si rende conto che il suo mondo sta per cambiare radicalmente. Solo la vecchia cattedrale sopravvive immutata, testimone di una città lacerata dal conflitto religioso. Tutti i principi di lealtà, amicizia e amore verranno sovvertiti. Figlio di un ricco mercante protestante, Ned vorrebbe sposare Margery Fitzgerald, figlia del sindaco cattolico della città, ma il loro amore non basta a superare le barriere degli opposti schieramenti religiosi. Costretto a lasciare Kingsbridge, Ned viene ingaggiato da Sir William Cecil, il consigliere di Elisabetta Tudor, futura regina di Inghilterra. Dopo la sua incoronazione, la giovane e determinata Elisabetta I vede tutta l'Europa cattolica rivoltarsi contro di lei, prima tra tutti Maria Stuarda, regina di Scozia. Decide per questo di creare una rete di spionaggio per proteggersi dai numerosi attacchi dei nemici decisi a eliminarla e contrastare i tentativi di ribellione e invasione del suo regno. Il giovane Ned diventa così uno degli uomini chiave del primo servizio segreto britannico della storia. Per quasi mezzo secolo il suo amore per Margery sembra condannato, mentre gli estremisti religiosi seminano violenza ovunque. In gioco, allora come oggi, non sono certo le diverse convinzioni religiose, ma gli interessi dei tiranni che vogliono imporre a qualunque costo il loro potere su tutti coloro che credono invece nella tolleranza e nel compromesso.

## Trama

### Prima parte (1558)
Il diciottenne Ned Willard, discendente della figlia di Merthin e figlia adottiva di Caris, Lolla, dopo un anno trascorso a Calais a seguire gli affari di famiglia torna a Kingsbridge preso dalla nostalgia della sua città, della madre Alice, ricca mercante, ma soprattutto di Margery Fitzgerald, figlia del sindaco, discendente del figlio di Merthin e Lady Philippa, Roland, con cui conta di riprendere una relazione interrotta sul nascere a causa della sua partenza. Rollo, fratello di quest’ultima però gli impedisce di incontrarla, contrario a che la sorella frequenti un non fervente cattolico e soprattutto perché intende far sposare la sorella al visconte Bart Shiring in modo da far entrare la famiglia nell’alta aristocrazia. I due però riescono ad incontrarsi ad una festa data dal Conte Swithin Shiring, dove è presente tutta la cittadinanza; nella stessa festa Ned ha l’occasione di conoscere sir William Cecil, consigliere della principessa Elisabetta. Margery in seguito deve cedere alle richieste della famiglia ed accettare di sposare Bart. 
Nel frattempo in una Parigi in festa per la riconquista di Calais, Pierre Aumande, studente della Sorbona, che si procura da vivere imbrogliando malcapitati grazie al fascino e all’astuzia, con la stessa tecnica riesce ad entrare nelle grazie della famiglia Guisa che lo assume come spia per scovare i protestanti di Parigi. Pierre nell’ambito delle sue indagini conosce Sylvie Palot, figlia di un tipografo protestante che vende clandestinamente pubblicazioni eretiche e fa in modo di fidanzarsi con lei per avere quante più informazioni possibili sui clandestini protestanti. Intanto a corte Alison McKay, dama di compagnia di Maria Stuart prepara l’amica al matrimonio con il giovane principe futuro Francesco II di Francia.
A Siviglia Barney, fratello di Ned, cerca di salvare quel poco che rimane ai Willard, ma deve fare i conti con il potere delle corporazioni e con l’inquisizione ed è costretto a scappare con suo cugino Carlos e lo schiavo Ebrima imbarcandosi su una nave militare.
Ned, persa Margery, ed in seguito al tracollo degli affari di famiglia raggiunge Cecil e si fa assumere nel suo entourage; alla morte della regina Maria Tudor, Cecil riesce ad imporre Elisabetta come nuova regina confidando nei suoi ideali di tolleranza religiosa.

### Seconda parte (1559-1563)
Sylvie è ansiosa di sposare Pierre che però aspetta solo l’occasione per consegnare ai Guisa quanti più protestanti possibile; l’improvvisa morte di re Enrico II e la successiva ascesa al trono di Francesco II avvenuta troppo presto perché i Guisa possano controllarlo attraverso la nipote Maria Stuart, fa in modo che per conservare il loro potere debbano compiere un’azione di forza; il matrimonio di Pierre si rende necessario per i loro scopi ed approfittano della cerimonia per una colossale retata; lo scopo dei Guisa va a buon fine ma Pierre, libero da Sylvie è costretto per ordine dei Guisa a sposare una loro cameriera incinta dovendo così rinunciare al sogno di un matrimonio che gli permetta una scalata sociale; in cambio però ottiene di poter usare il loro cognome. Re Francesco è però cagionevole ed i Guisa cercano di rinforzare il loro potere tentando di eliminare i rivali della casa dei Borbone; la regina madre Caterina però nell’imminenza della morte del figlio anticipa tutti e si assicura la reggenza per il regno del giovanissimo Carlo; Maria Stuart, ancora regina di Scozia decide di tornare in patria accompagnata da Alison, anche se sconsigliata da Ned, emissario di Elisabetta; i Guisa vedendo la loro posizione in grave pericolo decidono di osteggiare la tolleranza di Caterina verso gli ugonotti compiendo vari attacchi come la strage di Wassy, ma alla vigilia dello scontro finale il conte Francesco Guisa rimane ucciso; questo frena le ambizioni della famiglia e quelle di Pierre che però non si dà completamente per vinto.
Sylvie distrutta dal tradimento e dalla morte sul rogo del padre, si riorganizza iniziando in prima persona un commercio clandestino di pubblicazioni protestanti ed avendo perso la stamperia si reca personalmente a Ginevra per rifornirsi di nuovi libri.
Barney e i suoi amici mal sopportano la vita militare dove sono diventati abili cannonieri; mentre sono di istanza nei Paesi Bassi riescono a fuggire ed a rifugiarsi presso dei loro parenti ad Anversa; mentre però Carlos ed Ebrima tornano alla loro attività di fonditori, Barney preferendo tornare a casa si imbarca sulla Hawk che però a sua insaputa non fa rotta in Inghilterra ma si reca dopo un lungo girovagare ad Hispaniola, coinvolta nel traffico degli schiavi; sull’isola Barney si innamora di Bella, che lo ricambia, ma è costretto a lasciarla perché la Hawk deve fuggire dopo uno scontro con un galeone spagnolo, e riesce finalmente a tornare a Kingsbridge.
Margery sebbene non contenta della vita coniugale, l’avrebbe comunque ben sopportata se il suocero, il conte Swithin non approfittasse delle assenze del figlio per violentarla; Margery trovava però forza vitale nel dedicarsi alla difesa della fede cattolica in una Inghilterra che sotto Elisabetta la aveva resa illegale, pur evitando di perseguitarla; alla nomina da parte di Elisabetta del nuovo vescovo di Kingsbridge, Rollo, suo padre Reginald, Swithin e Bart progettano di cogliere l’occasione per eliminare Dave Cobley, capo dei puritani di Kingsbridge, ma Margery si affida a Ned per trovare il modo di sfruttare la situazione per far giustiziare l’odiato Swithin.

### Terza parte (1566-1573)
Ad Anversa Carlos ed Ebrima, diventato definitivamente uomo libero, grazie alla loro ferreria sono diventati personaggi di spicco della vita cittadina e hanno ora entrambi una famiglia. I Paesi Bassi però mal sopportano il dominio Spagnolo e re Filippo II per tenerli sotto controllo inasprisce l’inquisizione e in molti sono costretti a lasciare la città; questo ha un effetto contrario a quello aspettato sulla popolazione locale che si ribella fino al punto che i protestanti devastano la cattedrale di Anversa; Carlos ed Ebrima vedono di nuovo in pericolo la loro attività come era successo a Siviglia.
Maria Stuart dopo essere tornata in Scozia, non era riuscita a mantenere il potere, estromessa dal fratello Giacomo; insieme ad Alison riesce a scappare dalla prigione di Loch Leven e a riorganizzare un esercito che però viene di nuovo sconfitto; rifugiatasi nel castello di Carlisle sperava di avere appoggio da Elisabetta I per la riconquista della Scozia, ma la regina temendo che i cattolici inglesi potessero utilizzare Maria come pretesto per spodestarla, manda Ned a dichiararla prigioniera.
Nel 1570 muore Alice, Ned e Barney tornano nell’occasione a Kingsbridge; Barney ha fatto fortuna in mare e ora ha una sua nave ed ha intenzione di tornare ad Hispaniola. Ned, nominato cavaliere dalla regina, è ora signore di Wigleigh, un territorio adiacente alla contea di Shiring; per risolvere questioni di confine rivede Margery, che nel frattempo aveva avuto un figlio dal suocero, Bartlet che ora ha sette anni. È in questa occasione che riesplode tra i due la passione e diventano amanti.
Barney arriva ad Hispaniola giusto in tempo perché Bella, gravemente malata riesca ad affidargli il loro figlio Alfo.
Come un fulmine a ciel sereno una bolla papale scomunica Elisabetta; temendo che i cattolici riprendano vigore i puritani inaspriscono le loro posizioni e conseguentemente Rollo perde le sue attività economiche e preferisce lasciare l’Inghilterra; si rifugia nei Paesi Bassi dove viene in contatto con Pierre e con degli attivisti che progettano di istruire ed introdurre in Inghilterra preti clandestini per tenere vivo il cattolicesimo; assume per quest’attività l’identità segreta di Jean Langlais.
La nuova situazione spinge Elisabetta anche a creare una rete di spie per scovare i cattolici pericolosi per la sua corona; assegna quindi a Ned il nuovo incarico di assistente di Walsingham, ambasciatore a Parigi, che si suppone essere il luogo dove potessero partire le cospirazioni. Qui Ned entra in contatto con Sylvie e se ne innamora; Sylvie si rivela essere utilissima per le sue indagini, grazie alle informazioni che riesce ad avere su Pierre. Intanto Caterina, ancora consigliera del figlio Carlo IX, perseguendo la sua politica di tolleranza tra cattolici ed ugonotti, riesce a far sposare l’altra figlia Margot ad Enrico di Navarra. Questo provoca le ire, per motivi sia personali che politici, di Enrico Guisa, a cui Pierre era stato devoto per ingraziarsi la sua stima fin dalla morte del padre Francesco; Pierre cerca di provocare disordini per destabilizzare gli effetti del matrimonio prima con il tentato omicidio di Gaspard di Coligny e poi scatenando la strage di San Bartolomeo. Sylvie e Ned tentano di limitare per quanto possibile la strage avvisando quanti più protestanti avessero potuto, ma nella strage muore anche la mamma di Sylvie; successivamente i due si sposano e si stabiliscono in Inghilterra dove scoprono che Ned ha avuto un figlio da Margery, Roger, e dove intanto Jean Langlais ha cominciato, con l’aiuto della stessa Margery a far arrivare preti clandestini.

### Quarta parte (1583-1589)
La nuova generazione cresce, Roger è quasi adolescente, mentre Bartlet, Alfo e il figliastro di Pierre, Alain sono ormai adulti. La regina Elisabetta ha tenuto a bada gli avversari cattolici promettendo un matrimonio misto mai avvenuto; i cattolici di mezza Europa quindi cominciando ad essere impazienti e cercano una nuova strada per detronizzarla; i Guisa vogliono al trono la loro cugina Maria Stuart, ancora prigioniera, il papa e Filippo II ancora re di Spagna non aspettano altro che riportare l’Inghilterra al cattolicesimo e progettano di invaderla; Rollo, alias Jean Langlais, si impegna ad organizzare la nobiltà inglese cattolica alla rivolta e a prendere contatti con Maria Stuart che ora, sempre seguita da Alison si trova al castello di Sheffield. Pierre riesce a trovare un’occasione per uccidere la moglie e finalmente liberarsi di lei, ma Alain, già convertito dai protestanti, sospetta fortemente di lui. I servizi inglesi fiutano il pericolo e Ned e Sylvie si recano a Parigi per ottenere informazioni dove reclutano Alain come informatore e riescono a sapere che Jean ha preso i contatti con Maria; Ned si reca allora a Sheffield per riconsiderare i termini della prigionia, e con un lavoro di intelligence riesce ad intercettare i contatti tra i due. Jean però distrugge le prove del tradimento di Maria. L’invasione è quasi pronta quando però la morte di Francesco Ercole, ultimo erede al trono di Enrico III della famiglia Valois cambia le priorità dei Guisa e di Pierre. Deve allora passare oltre un anno e mezzo e solo in seguito al trattato di Nemours, il piano può riprendere; Ned ha fatto trasferire di nuovo Maria nella più sicura prigione di Chartley Manor; Jean riprende i contatti e istituisce una corrispondenza tra Maria e Parigi tramite messaggi nascosti in bottiglie dentro barili di birra; Ned riesce però ancora una volta a scoprire il trucco ma stavolta lascia che i messaggi continuino ad essere scambiati, finché Maria non si tradisce dando in una lettera istruzioni esplicite per la rivolta e per l’assassinio di Elisabetta. Maria viene quindi condannata a morte, trasferita a Fotheringhay, ed infine giustiziata; Ned però non riesce a catturare Jean né tanto meno a scovare la sua vera identità.
Con la morte dell’antagonista al trono la coalizione cattolica con al capo Filippo II di Spagna non nasconde più la volontà di invadere l’Inghilterra; Ned si informa dall’esperto Barney su come organizzare la flotta per contenere l’invincibile armata spagnola; intanto Bart come i tanti nobili cattolici si prepara a supportare gli invasori armando un esercito ribelle; Margery, cattolica ma contraria allo spargimento di sangue, per salvare i figli dalla guerra avvisa Ned; mentre pero Ned sta arrestando Bart, questi muore in seguito ad un improvviso infarto.
Barney con le sue navi, la Alice e la Bella, si unisce alla flotta dell’ammiraglio Drake e partecipa ad un’incursione a Cadice dove vengono incendiate numerose navi spagnole costringendo così l’armata a rinviare l’attacco. Quando la flotta spagnola è pronta, Alain riesce ad informare del piano Ned che si reca nei Paesi Bassi da Carlos per spiare la forza di invasione preparata dal duca di Parma. Scopo della flotta inglese sarà quindi evitare che l’armata faccia sbarcare sull’isola la forza invasore. Allo scontro navale sono tutti presenti, Barney sulla sua Alice, Ned come supervisore della corona e Rollo/Jean sull’ammiraglia spagnola; l’armata messe alle strette a Calais è costretta a ritirarsi, e l’Inghilterra è salva.
I Guisa in Francia cominciano ad essere una minaccia per il re, che decide di disfarsi di loro facendo assassinare il duca Enrico; Alain coglie l’occasione per uccidere Pierre e vendicandosi dell’assassinio della madre.
Bartlet ha avuto due figli, Swifty e Roley, quindi Margery a 45 anni è nonna; Rollo dopo decenni torna a Kingsbridge, ma è riconosciuto da Sylvie come Jean, e quindi in una colluttazione la uccide facendola precipitare dalla cattedrale. Ned sconvolto è consolato dalla titubante Margery; i due dopo trenta anni finalmente si sposano.

### Quinta parte (1602-1606)
Si avvicina la fine del regno di Elisabetta; l’unico erede al trono plausibile è il protestante Giacomo di Scozia, figlio di Maria Stuart; i cattolici cercano di limitare i danni inviando Jean Langlais a strappare una promessa di tolleranza al futuro re; alla morte di Elisabetta però Giacomo viene meno alle sue promesse e continua a perseguitare i cattolici; Rollo ormai settantenne, inviperito, progetta di far saltare in aria Westminster per disfarsi allo stesso tempo del re e della classe dirigente che lo appoggia. Ned prende sul serio voci su un probabile attentato a Giacomo e raccoglie informazioni a Parigi da Alain; la stessa Margery che era stata complice in passato di Rollo, intuisce le sue intenzioni e fa in modo che Ned scopra la congiura; è però costretta ad ammettere di aver ingannato Ned nascondendo la doppia identità del fratello; Rollo viene giustiziato, Margery accusata per il traffico di preti clandestini rischia anch’essa la forca ma viene graziata grazie all’intercessione di Ned.

### Epilogo 1620
Ned ottantenne si gode i suoi ricordi attorniato da nipoti e pronipoti che gli ricordano ognuno a suo modo le persone con cui ha condiviso la sua vita avventurosa, in particolare suo nipote Jack figlio di Roger, costruttore come alcuni suoi antenati, che progetta di andare verso un mondo più libero imbarcandosi sulla Mayflower.

## Edizioni
- Ken Follett, La colonna di fuoco, Arnoldo Mondadori Editore, 2017,  p. 912.